# オールスター夢の球宴
『オールスター夢の球宴』（オールスターゆめのきゅうえん）は、1971年 - 1978年（1977年は除く）および1981年 - 1990年の2期に渡ってフジテレビ系列で放送された特別番組（スポーツバラエティ番組）である。通算22回（12回+10回）。

## 概要
『オールスター紅白大運動会』（以降『大運動会』）と『オールスター紅白水泳大会』（以降『水泳大会』）に続く、フジテレビの芸能人対抗スポーツバラエティ番組で、芸能人が2チームに分かれて野球の試合を行う番組。1978年まで継続後、フジテレビが結成した女子野球チーム「ニューヤンキース」の試合中継『オールスター対抗!女子野球大会』→『激突!女子野球』のため一旦中断し、1981年から再開した。
開始当初は木曜日の『テレビグランドスペシャル』（以降『TGSP』）で放送、それも春・夏・秋の年3回放送だったが、翌1972年に早くも夏を廃止し放送枠を『火曜ワイドスペシャル』（以降『火WSP』）に移動、1975年からは年1回に変更、再開後は引き続き『火WSP』で放送したが、後に金曜日の『金曜おもしろバラエティ』（以降『金OV』）→『金曜ファミリーランド』（以降『金FL』）で放送した。
収録は一貫して首都圏の野球場で、第1期は明治神宮野球場や川崎球場、そして後楽園球場で行い、第2期は当初西武ライオンズ球場（現：西武ドーム球場）で行ったが、後に後楽園球場→東京ドームに変わった。いずれの時も観覧希望者は、番組に観覧希望の葉書を投稿し、抽選で当選した人が観覧する事が出来た。
1990年・1991年にはジャニーズアイドルが出演する『スーパーアイドル 夢の球宴』が放送されている。

## 放送リスト
| 回                                                               | 放送日         | 放送時間（JST）   | 放送枠 | 備考            |
| ---------------------------------------------------------------- | -------------- | ----------------- | ------ | --------------- |
| 1                                                                | 1971年3月25日  | 木曜20:00 - 21:26 | TGSP   |                 |
| 2                                                                | 1971年7月15日  | 木曜20:00 - 21:26 | TGSP   | 唯一の夏回      |
| 3                                                                | 1971年11月18日 | 木曜20:00 - 21:26 | TGSP   | 最後の木曜放送  |
| 4                                                                | 1972年4月4日   | 火曜20:00 - 21:26 | 火WSP  |                 |
| 5                                                                | 1972年10月10日 | 火曜20:00 - 21:26 | 火WSP  |                 |
| 6                                                                | 1973年4月10日  | 火曜20:00 - 21:26 | 火WSP  |                 |
| 7                                                                | 1973年10月16日 | 火曜20:00 - 21:25 | 火WSP  |                 |
| 8                                                                | 1974年4月2日   | 火曜20:00 - 21:25 | 火WSP  |                 |
| 9                                                                | 1974年10月29日 | 火曜20:00 - 21:25 | 火WSP  |                 |
| 10                                                               | 1975年10月28日 | 火曜20:00 - 21:24 | 火WSP  | この回から年1回 |
| 11                                                               | 1976年10月19日 | 火曜20:00 - 21:24 | 火WSP  |                 |
| （1977年は「1977年ワールドカップバレーボール」の影響で開催せず） |                |                   |        |                 |
| 12                                                               | 1978年3月28日  | 火曜20:00 - 21:24 | 火WSP  | 第1期最後       |
| （この間、放送せず）                                             |                |                   |        |                 |
| 13                                                               | 1981年3月17日  | 火曜20:00 - 21:24 | 火WSP  | 第2期開始       |
| 14                                                               | 1982年11月22日 | 火曜19:30 - 20:54 | 火WSP  |                 |
| 15                                                               | 1983年11月1日  | 火曜19:30 - 20:54 | 火WSP  |                 |
| 16                                                               | 1984年11月13日 | 火曜19:30 - 20:54 | 火WSP  |                 |
| 17                                                               | 1985年11月1日  | 金曜19:30 - 20:54 | 金OV   | 初の金曜        |
| 18                                                               | 1986年11月25日 | 火曜19:30 - 20:54 | 火WSP  |                 |
| 19                                                               | 1987年11月24日 | 火曜19:30 - 20:54 | 火WSP  |                 |
| 20                                                               | 1988年9月23日  | 金曜19:30 - 20:54 | 金OV   |                 |
| 21                                                               | 1989年12月？日 | 金曜19:30 - 20:54 | 金OV   |                 |
| 22                                                               | 1990年11月30日 | 金曜19:30 - 20:54 | 金FL   |                 |

（出典：『読売新聞 縮刷版』読売新聞社、1971年3月25日 - 1990年11月30日。ラジオ・テレビ欄）

## 出演者

### 司会・実況
- 土居まさる - 第1期。
- みのもんた - 第2期。土居の文化放送の後輩。

### 始球式ゲスト
- 大空真弓 - 1971年春。
- 吉永小百合 - 1972年春。
- アグネス・チャン - 1973年秋。
- 浅田美代子 - 1974年春。
- 風吹ジュン - 1974年秋。
- 山口百恵・桜田淳子 - 1975年。山口が投手で、桜田が打者と言う異色の始球式。
- 輪島大士（当時：第54代横綱） - 1976年。珍しい男性&関取。

### 球審
- 田辺一鶴 - 第1期。講談師らしく豪快なジャッジで、ストライクの時はバックネットを向いて「ストライーク!!」、打者が三振の時は打者に向かって「ストライーク!!バッターアウトーッ!!」と絶叫するのが売りだった。東京12チャンネル（テレビ東京）での「ピンクベアーズのソフトボール試合」でも球審を担当。
- 森山周一郎 - 第2期。中断中に放送されたニューヤンキースの試合から担当し、そのまま当番組でも担当した。田辺とは対照的に豪快さはなかった。

### 応援
- スクールメイツ

## 番組の流れ
出場選手は主に男性芸能人で、女性芸能人は始球式や応援程度の出演だが、第1期末期は代打要員として出場する事もあった。
1. まず開会式は、両選手が入場し、前回勝利チームの代表が優勝旗を返還、この後両チームの代表が選手宣誓を行う。
2. 続いて試合。まず女性芸能人（例外もあり）によって始球式を行ってから始まる。試合は5イニングまでで、延長戦はないが、希に1イニング延長する事もある。
3. 最後は表彰式。勝利チーム代表者に優勝旗が贈られ、その後個人賞が発表、最後は一番頑張った選手に「最優秀選手賞」が贈られる。

## チーム名称
- 第1期では「紅軍」と「白軍」。
- 第2期では「スタッカート」と「フォルティシモ」だったが、読売ジャイアンツと西武ライオンズの人気に因んで「リトルジャイアンツ」と「ゴールデンライオンズ」に変更（どちらもイニシャルは「L」と「G」を使用）。

## 主な選手
- ロイ・ジェームス - 第1期。
- 沢田研二 - 第1期からの常連。中断中でもドリフ率いる「パーフェクト」のメンバーとして出場。背番号は一貫して「26」（自身の野球チーム「ジュリーズ」の結成した時が26歳であるため）。
- 郷ひろみ - 沢田と並ぶ常連にして、当時の芸能界では速球派投手。沢田のライバル的な存在だが、「パーフェクト」時代は仲良くプレー。背番号は当初芸名に因んで「5」だったが、後に自身のチーム「ヒロミーズ」の背番号にちなんで「18」。
- 西城秀樹
- フォーリーブス - 郷と並ぶ常連。中断中に解散し、第2期ではおりも政夫が出場。
- サンダー杉山 - 第1期の巨漢選手。
- マギー・ミネンコ - 初の女性出場選手。
- フィンガー5 - 玉元晃を始めとする兄弟が中心で、末っ子・玉元妙子は応援程度だが、代打出場もある。1975年から玉元一夫に代わって、兄弟の甥・具志堅実が加入したため、以後は実が参加。
- 狩人
- 清水健太郎 - 第1期末期の1978年に初参加。その後ニューヤンキースの試合に参加した後、第2期にも参加。背番号は一貫して「0」。
- ザ・ドリフターズ - 中断中に放送された『女子野球だよドリフターズ』に「パーフェクト」メンバーとして出場。いかりや長介が「スタッカート」監督で、他の4名は選手。
- ハナ肇 - 第2期初期に担当。「フォルティシモ」監督。
- 堺正章 - 第2期担当。毎回井上順と共に珍妙なパフォーマンスを行うのが名物だった。背番号は一貫して「6」。
- 井上順 - 第2期。堺のライバル的存在。背番号は一貫して「90」。
- ビートたけし - ハナに代わってフォルティシモ監督に。ドリフとの「土曜8時戦争」の変形パターン。
- そのまんま東（現：東国原英夫）
- 井手らっきょ
- ダンカン - 初期は「立川ふんころがし」名義。後楽園球場のスコアボードには「ふんころがし」が入れないので、「ころがし」名義となった。
- 島田紳助
- 青空球児
- 松崎しげる
- 近藤真彦 - たのきんトリオでは一番早く出場。
- 田原俊彦 - 近藤に遅れて参加。背番号は愛称「トシちゃん」に因んで「104」（「10」が「ト」、「4」が「シ」に読める事から）
- 少年隊
- 石橋貴明（とんねるず）

ほか

## 関連番組
- オールスター夢の球宴 珍プレー好プレー

『プロ野球珍プレー・好プレー大賞』の特別版として放送された番組で、司会はみのもんた（ナレーター兼任）と板東英二。本大会で芸能人が見せた珍プレーと好プレーを公開、これに、1979年3月20日に放送された『女子野球だよドリフターズ!』からも取り上げた。
第1回目は1984年12月7日に『金OV』で放送、第2回目は1987年7月14日に『火WSP』で放送された『オールスター紅白大運動会 栄光の青春・激斗編』（『オールスター紅白大運動会』の総集編）に代わり、フジテレビ火曜プロ野球中継の雨傘番組として編成したが、試合は全て予定通りに行われ、1988年火曜中継の雨傘番組に回されるも、ここでも試合は全て予定通り行われたので、1988年10月2日に関東ローカル枠『サンデーイベントアワー』（日曜12:00 - 13:50）でようやく放送された。
- スーパーアイドル夢の球宴（サンデープレゼント枠）
  - '90 スーパーアイドル夢の球宴〜ドームでデート〜（1990年1月14日）
  - '91 SUPER IDOL 夢の球宴熱狂満員東京ドームの休日（1991年1月6日）